# Danièle Boni-Claverie
Akissi Danièle Boni-Claverie, née en 1942 à Tiassalé, au centre-sud de la Côte d'Ivoire, est une femme politique de Côte d'Ivoire et présidente fondatrice de l'Union républicaine pour la démocratie (URD).
D'abord journaliste, elle devient par la suite une figure importante du paysage médiatique et politique ivoirien.
Précédemment issue des rangs du PDCI, elle a été ministre de la Communication au sein du gouvernement de Daniel Kablan Duncan. De décembre 2010 à avril 2011, elle occupe la fonction de ministre de la Femme, de la Famille et de l'Enfant dans le gouvernement Aké N'Gbo.

## Biographie

### Carrière professionnelle et débuts dans le journalisme
Originaire de la ville de Tiassalé, au centre-sud de la Côte d'Ivoire, Danièle Boni-Claverie commence sa carrière d’abord en tant que journaliste à la radio ivoirienne puis directrice de la Radiodiffusion télévision ivoirienne. 

### Engagement  politique et fonctions ministérielles
Elle est nommée ministre de l'Information en 1994. Elle est alors connue pour sa participation active à la vie politique du pays encore très patriarcale. Boni Danièle Claverie, alors ministre de la Femme, de la Famille et de l’Enfant s'engage pour les droits des femmes, notamment contre l'excision et le mariage forcé.
Le Front du refus dont Danièle Boni-Claverie est porte-parole, est un mouvement constitué de partis politiques honorables, des mouvements de la société civile, de personnalités politiques honorables parmi lesquelles des responsables, d’anciens ministres de la République de Côte d’Ivoire, des députés en fonction, d’anciens députés, des professeurs d’université, des hauts fonctionnaires. Avec ce mouvement, Daniele Boni-Claverie s’opposera en 2016 à la nouvelle constitution qui établit la troisième république en la qualifiant d’ « illégale ».
Elle est interpellée le jeudi 20 octobre 2016 alors qu'elle s'apprêtait à manifester en compagnie de Mamadou Koulibaly, ancien président de l’Assemblée nationale, Aboudramane Sangaré, Gnangbo Kacou, député indépendant, et Kouadio Siméon, ancien candidat à la présidentielle, pour demander le retrait de cette nouvelle Constitution.
Sous sa coupole et en relation avec les associations de femmes, elle va s’attaquer aux violences conjugales, soutenant à cette époque dans un journal que « tout est à faire en matière de droit des femmes en Afrique ».
Le 12 juin 2024, Danièle Boni-Claverie a lancé une nouvelle plateforme regroupant quatre formations politiques et un mouvement de la société civile. Ce sont l’Union républicaine pour la démocratie (Urd) qu’elle dirige et qui en assure la présidence, le Rassemblement pour la paix, le progrès et le partage (Rpp) dirigé par Doumbia Tiémoko, l’Union pour la démocratie et la paix (Udp) de Gbamenin Bi Tra et le mouvement Retour aux valeurs sources (Revas) qui a, à sa tête, N'goran Koffi Norbert. À ces partis s’ajoute la Plateforme pour l'engagement citoyen de Côte d'Ivoire (Peci-CI), un regroupement de 35 organisations de la société civile ivoirienne. Cette plateforme selon la présidente Boni Claverie est un moyen de « contribuer à mettre en place un climat apaisé, favorable à l’organisation d’un scrutin sans violence ».

### Vie privée
Danièle Boni-Claverie est issue dune famille influente. Elle est la fille de Alphonse Boni, magistrat, ancien ministre de la justice et premier président de la cour suprême de Côte-d'Ivoire. Elle est également mariée à Alcide Djédjé, ancien vice-président du Fpi chargé des Relations extérieures.
Unis auparavant par l’Alliance des forces démocratiques (Afd), coalition regroupant le Fpi, l’Urd et d’autres forces politiques de l’opposition ivoirienne, ils sont unis par les liens sacrés du mariage, depuis l’officialisation de cette union le 10 avril 2015.
Elle a pour fille Isabelle Boni-Claverie, écrivaine, scénariste et réalisatrice franco ivoirienne, auteure notamment du documentaire engagé intitule "Trop noire pour être française ?" sorti en 2015.